# Điền kinh tại Đại hội Thể thao Đông Nam Á 1983
Điền kinh tại Đại hội Thể thao Đông Nam Á năm 1983 được tổ chức trong khuôn khổ SEA Games lần thứ 12 tại Singapore, từ 28 tháng 5 đến 6 tháng 6 năm 1983, với các nội dung diễn ra tại Sân vận động Quốc gia Singapore, Singapore. Tại kì SEA Games lần này chứng kiến sự cạnh tranh quyết liệt của nhiều đoàn thể thao trong môn điền kinh, đặc biệt là giữa Philippines, Thái Lan và Myanmar. Philippines xếp nhất toàn đoàn khi giành được 11 tấm huy chương vàng.

## Tóm tắt kết quả

### Nam
| Nội dung                    | Vàng                                                                                | Vàng        | Bạc                                                                                       | Bạc        | Đồng                                                                         | Đồng       |
| --------------------------- | ----------------------------------------------------------------------------------- | ----------- | ----------------------------------------------------------------------------------------- | ---------- | ---------------------------------------------------------------------------- | ---------- |
| 100 m                       | Suchart Jairsuraparp                                                                | 10.59       | Mohamed Purnomo                                                                           | 10.62      | Sumet Promna                                                                 | 10.67      |
| 200 m                       | Sumet Promna                                                                        | 21.62       | Haron Mundir                                                                              | 21.76      | Mohamed Purnomo                                                              | 21.82      |
| 400 m                       | Isidro del Prado                                                                    | 46.40 CR    | Nordin Mohamed Jadi                                                                       | 47.47 sec  | Jumpapao Sanu                                                                | 47.99      |
| 800 m                       | Batulamai Rajakumar                                                                 | 1:49.31     | Pen Kraiket                                                                               | 1:49.80    | Nordin Mohamed Jadi                                                          | 1:50.95    |
|                             |                                                                                     |             |                                                                                           |            |                                                                              |            |
| 1500 m                      | Batulamai Rajakumar                                                                 | 3:50.13 CR  | Shwe Aung                                                                                 | 3:50.79    | Nestor Trampe                                                                | 3:54.70    |
| 5000 m                      | Maung Hla                                                                           | 14:46.49    | Aung Soe Khiang                                                                           | 14:47.83   | David Carmelo                                                                | 14:51.07   |
|                             |                                                                                     |             |                                                                                           |            |                                                                              |            |
| 10,000 m                    | Leonardo Illut                                                                      | 31:57.42    | Aung Soe Khiang                                                                           | 32:11.35   | Jagtar Singh                                                                 | 32:44.55   |
| Marathon                    | Soe Khin                                                                            | 2:32:51     | Jimmy De la Torre                                                                         | 2:36:57    | Ali Sofyan Siregar                                                           | 2:38:23    |
|                             |                                                                                     |             |                                                                                           |            |                                                                              |            |
| 110 m vượt rào              | Hero Prayogo                                                                        | 14.75       | Renato Usno                                                                               | 14.76      | Hanafiah Nasir                                                               | 14.93      |
| 400 m vượt rào              | Renato Usno                                                                         | 51.26       | Jaime Grafilo                                                                             | 51.87      | Elisa Tanata                                                                 | 52.45      |
|                             |                                                                                     |             |                                                                                           |            |                                                                              |            |
| 3000 m vượt chướng ngại vật | Hector Begeo                                                                        | 8:57.50     | Maung Hla                                                                                 | 9:05.58    | D. Selvarajoo                                                                | 9:35.99    |
|                             |                                                                                     |             |                                                                                           |            |                                                                              |            |
| 4 × 100 m tiếp sức          | Thái Lan Somsak Boontud · Suchart Jairsuraparp · Prasit Boon Prasert · Sumet Promna | 39.78 CR    | Indonesia Mohammed Purnomo · Yulius Affar · Kardiono · I Wayan Budi Astra                 | 40.58      | Singapore Haron Mundir · Ong Yeok Phee · Alan Koh · Tang Ngai Kin            | 41.17      |
| 4 × 400 m tiếp sức          | Thái Lan Nipon Boonchern · Pin Kraiket · Jumpapao Sanuk · Sumet Promna              | 3:10.29 CR  | Malaysia Joseph Phan · Silvadurai Subramaniam · Batulamai Rajakumar · Nordin Mohamed Jadi | 3:11.60    | Indonesia Herman Mandagi · Mathias Mamby · I Wayan Budi Astra · Elisa Tanate | 3:14.30    |
|                             |                                                                                     |             |                                                                                           |            |                                                                              |            |
| 10 km đi bộ                 | Ferry Apparoa                                                                       | 46:03.19 CR | Vellasamy Subramaniam                                                                     | 46:34.80   | R. Nadarajan                                                                 | 47:24.01   |
| 20 km đi bộ                 | Ferry Apparoa                                                                       | 1:37:51.70  | Vellasamy Subramaniam                                                                     | 1:38:10.24 | R. Nadarajan                                                                 | 1:40:39.30 |
|                             |                                                                                     |             |                                                                                           |            |                                                                              |            |
| Nhảy sào                    | Chamberlain Gonzales                                                                | 4.20 m      | Kanop Ratajumnong                                                                         | 4.10       | Dario De Rosas                                                               | 4.00       |
| Nhảy cao                    | Ramjit Nairulal                                                                     | 2.13 m CR   | Beng Tong Eng                                                                             | 2.04       | Artnell Icocanoo                                                             | 1.99       |
| Nhảy xa                     | Marwoto                                                                             | 7.39 m      | Ahmad Mazlan                                                                              | 7.24       | Ng Yee Meng                                                                  | 7.20       |
| Nhảy ba bước                | Sungworn Thaveechalermdit                                                           | 15.37 m CR  | Felicito Descutido                                                                        | 14.91      | Sulaiman Batek                                                               | 14.90      |
|                             |                                                                                     |             |                                                                                           |            |                                                                              |            |
| Đẩy tạ                      | Bancha Supanroj                                                                     | 14.68       | Herman Dambuyai                                                                           | 14.00      | Susano Erang                                                                 | 13.93      |
| Ném đĩa                     | Ardol Kerdsri                                                                       | 45.68 m     | Suhadi Musiri                                                                             | 44.42      | Hanokbaransang                                                               | 44.30      |
| Ném búa                     | Danila Jarina                                                                       | 48.80 m     | Samret Singh Dhalival                                                                     | 47.56      | Budi Dharma                                                                  | 44.26      |
| Ném lao                     | Balang Lasung                                                                       | 67.32       | Inocencio Maquiling                                                                       | 66.52      | Frans Mahuse                                                                 | 64.42      |
| 10 môn phối hợp             | Hanapiah Nasir                                                                      | 6890 pts    | Thavorn Phanroeng                                                                         |            | Andry Rosale                                                                 |            |

### Nữ
| Nội dung           | Vàng                                                                                    | Vàng        | Bạc                                                                              | Bạc      | Đồng                                                                                               | Đồng     |
| ------------------ | --------------------------------------------------------------------------------------- | ----------- | -------------------------------------------------------------------------------- | -------- | -------------------------------------------------------------------------------------------------- | -------- |
| 100 m              | Walapa Tangjitsusorn                                                                    | 11.75       | Lydia de Vega                                                                    | 11.78    | Jaree Patthaarath                                                                                  | 11.87    |
| 200 m              | Lydia de Vega                                                                           | 24.26       | Walapa Tangjitsusorn                                                             | 24.46    | Jaree Patthaarath                                                                                  | 24.55    |
| 400 m              | Emma Tahapari                                                                           | 55.34       | Thin Thin Maw                                                                    | 55.77    | Usha Chanaphant                                                                                    | 55.80    |
| 800 m              | Lucena Alam                                                                             | 2:13.45     | Josephine Mary Singarayar                                                        | 2:16.69  | Mary Manuhuttu                                                                                     | 2:17.32  |
|                    |                                                                                         |             |                                                                                  |          | |          |
| 1500 m             | Mar Mar Min                                                                             | 4:26.73 CR  | Khin Khin Htwe                                                                   | 4:28.58  | Margarita Tagun                                                                                    | 4:37.47  |
| 3000 m             | Mar Mar Min                                                                             | 9:30.31 CR  | Khin Khin Htwe                                                                   | 9:42.48  | Kandasamy Jayamani                                                                                 | 10:03.32 |
| Marathon           | Kandasamy Jayamani                                                                      | 3:02:46     | Yupin Lohachart                                                                  | 3:04:23  | Mar Mar Min                                                                                        | 3:11:01  |
|                    |                                                                                         |             |                                                                                  |          | |          |
| 100 m vượt rào     | Agrippina de la Cruz                                                                    | 14.90       | New New Yee                                                                      | 14.97    | San San Aye                                                                                        | 15.13    |
| 400 m vượt rào     | Agrippina de la Cruz                                                                    | 61.43       | Susana Arangote                                                                  | 61.60    | Eklevia Rumayao                                                                                    | 61.94    |
|                    |                                                                                         |             |                                                                                  |          | |          |
| 4 × 100 m tiếp sức | Thái Lan Pusadee Sangvijit · Walapa Tangjitnusorn · Jaree Patthaarath · Wanna Popirom   | 45.50 CR    | Malaysia Can Swee Hua · Vengadasalam Angamah · Saik Oik Cum · Harbans Kaur       | 46.76    | Philippines Perla Balatucan · Lorena Morcilla · Salve Cambonga · Elma Muros                        | 47.13    |
| 4 × 400 m tiếp sức | Thái Lan Usa Chanaphani · Walapa Tangjitnusorn · Jaree Patthaarath · Reim Sriteingtrong | 3:42.33     | Philippines Lucena Alam · Perla Balatucan · Agrippina de la Cruz · Lydia De Vega | 3:46.15  | Malaysia Zaiton Othman · Josephine Mary Singarayar · Rasarathinan Selvarani · Vengadasalam Angamah | 3:49.45  |
|                    |                                                                                         |             |                                                                                  |          | |          |
| 5 km đi bộ         | Win Win                                                                                 | 24:42.75 CR | Iece Magdalena                                                                   | 26:04.75 | Paramasavik Sakthirani                                                                             | 27:04.72 |
| 10 km đi bộ        | Su Su Yee                                                                               | 55:03.20 CR | Margaret Tan                                                                     | 55:41.7  | Cheah Bee Tin                                                                                      | 55:54.00 |
|                    |                                                                                         |             |                                                                                  |          | |          |
| Nhảy cao           | Vannipa Yeepracha                                                                       | 1.77 m CR   | Khin On                                                                          | 1.68     | Yudhikarmani Darmadi                                                                               | 1.65     |
| Nhảy xa            | Elma Muros                                                                              | 6.06 m CR   | San San Aye                                                                      | 5.99     | Can Swee Hua                                                                                       | 5.75     |
|                    |                                                                                         |             |                                                                                  |          | |          |
| Đẩy tạ             | Jennifer Tinlay                                                                         | 13.17 m     | Consuelo Lacusong                                                                | 12.00    | Yetty Tukayo                                                                                       | 11.53    |
| Ném đĩa            | Jennifer Tinlay                                                                         | 43.42 m     | Juliana Effendi                                                                  | 41.52    | Dorie Cortejo                                                                                      | 39.48    |
| Ném lao            | Norsham Yoon                                                                            | 45.74 m     | Erlinda Lavandia                                                                 | 44.50    | Billy Silanga                                                                                      | 41.04    |
| 7 môn phối hợp     | Zaiton Othman                                                                           | 5322 pts    | Nene Gamo                                                                        | 4770     | Jublina Mangi                                                                                      | 4575     |

## Bảng huy chương
| Hạng               | Đoàn               | Vàng | Bạc | Đồng | Tổng số |
| ------------------ | ------------------ | ---- | --- | ---- | ------- |
| 1                  | Philippines (PHI)  | 11   | 11  | 10   | 32      |
| 2                  | Thái Lan (THA)     | 11   | 5   | 5    | 21      |
| 3                  | Myanmar (MYA)      | 10   | 10  | 2    | 22      |
| 4                  | Malaysia (MAS)     | 7    | 8   | 7    | 22      |
| 5                  | Indonesia (INA)    | 3    | 6   | 12   | 21      |
| 6                  | Singapore (SIN)    | 1    | 2   | 7    | 10      |
| Tổng số (6 đơn vị) | Tổng số (6 đơn vị) | 43   | 42  | 43   | 128     |